# Seznam řádů a vyznamenání

## Evropa

### Albánie
- viz Řády, vyznamenání a medaile Albánie

- Řád černé orlice
- Řád Skanderbegův
- Řád svobody
- Řád rudé hvězdy
- Hvězda hrdiny lidu
- Hvězda hrdiny práce

### Andorra
- viz Řády, vyznamenání a medaile Andorry

### Belgie
- viz Řády, vyznamenání a medaile Belgie

### Bělorusko
- viz Řády, vyznamenání a medaile Běloruska

### Bosna a Hercegovina
- viz Řády, vyznamenání a medaile Bosny a Hercegoviny

### Bulharsko
- viz Řády, vyznamenání a medaile Bulharska

- Řád Červeného kříže
- Řád rudé hvězdy práce
- Vzpomínková medaile na 1. světovou válku
- Záslužná medaile krále Ferdinanda I.
- Odznak cti Bulharské pěchoty

### Černá Hora

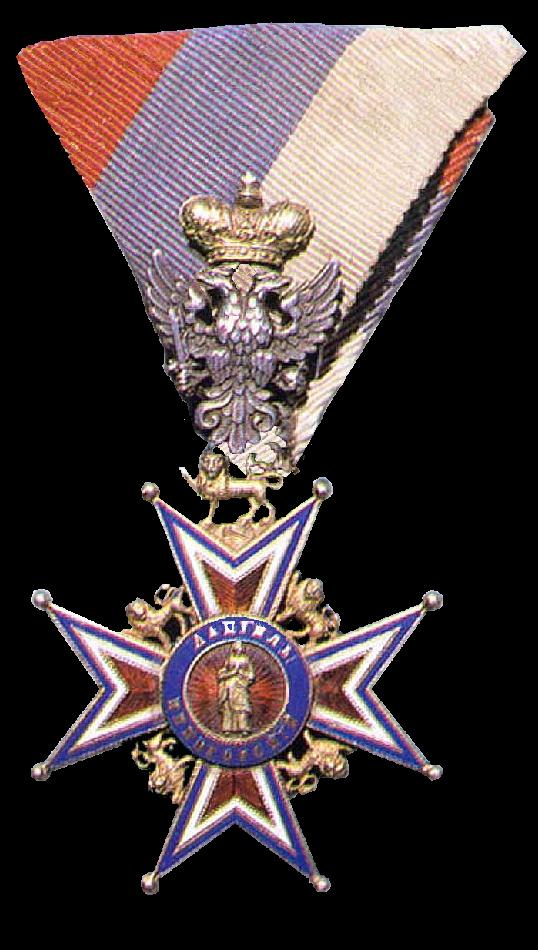
Řád sv. Petra Cetinjského

- viz Řády, vyznamenání a medaile Černé Hory

- Řád Petrovićů-Njegošů (Orden Petrović-Njegoš)
- Řád Danila I. za nezávislost Černé Hory (Orden Danila I. za nezavisimost Crne Gore)
- Řád sv. Petra Cetinjského (Orden sv. Petara)
- Královský vítězný válečný řád (Kraljevski ratski orden za pobjedu)
- Řád Černohorské republiky (Orden Republike Crne Gore)
- Medaile Za zásluhy (Medalja za zasluge)
- Řád Černohorské velké hvězdy (Orden Crnogorske velike zvijezde)
- Řád Vlajky černohorské (Orden Crnogorske zastave)
- Řád práce (Orden rada)
- Medaile Za chrabrost (Medalja za hrabrost)
- Medaile Za humanitářství (Medalja za čovjekoljublja)
- Medaile Za zásluhy (Medalja za zasluge)

### Česko
- viz Řády, vyznamenání a medaile Česka

### Československo
- viz Seznam československých státních vyznamenání

#### Protektorát Čechy a Morava
- Čestný štít protektorátu Čechy a Morava s orlicí sv. Václava

### Dánsko
- viz Řády, vyznamenání a medaile Dánska

### Estonsko
- viz Řády, vyznamenání a medaile Estonska

### Finsko
- viz Řády, vyznamenání a medaile Finska

- Řád bílé růže (Suomen Valkoisen Ruusun suurristi)
- Řád kříže svobody (Vapaudenristin ritarikunta)
- Řád finského lva
- Řád svatého beránka
- Mannerheimův kříž (Mannerheim-risti)
- Záslužný kříž finských olympijských her z roku 1951
- Záslužný kříž finského Červeného křížeŘád čestné legie, důstojník

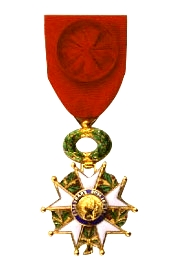
Řád čestné legie, důstojník

### Francie
- viz Řády, vyznamenání a medaile Francie

- Řád sv. Ducha (Ordre du Saint-Esprit)
- Řád sv. Michala (Ordre de Saint-Michel)
- Řád sv. Ludvíka (Ordre de Saint-Louis)
- Řád za vojenské zásluhy (Ordre du Mérite Militaire)
- Čestná legie (Légion d'Honneur)
- Řád železné koruny (Ordre de la Couronne de Fer)
- Řád akademických palem (L'Ordre des Palmes Académiques)
- Císařský řád sjednocení (Ordre Impérial de la Réunion)
- Vojenská medaile (Médaille Militaire)
- Řád umění a literatury (Ordre des Arts et des Lettres)
- Řád Za zemědělské zásluhy (Ordre du Mérite agricole)
- Válečný kříž (Croix de Guerre)
- Válečný kříž za operace na vnějších bojištích (Croix de guerre des théâtres d'opérations extérieures)
- Kříž za vojenskou chrabrost (Croix de la Valeur Militaire)
- Řád osvobození (Ordre de la Libération)
- Řád za zásluhy (Ordre National du Mérite)
- Ministerské řády Francie
- Řád Černé hvězdy
- Řád sv. Ducha z Montpellier
- Milice Víry Ježíše Krista
- Řád víry a míru
- Řád svaté Ampule
- Řád Panny Marie Karmelské
- Řád svatého Lazara
- Vyznamenání lilie
- Řád hvězdy
- Řád Panny Marie z Chardon
- Řád zlatého štítu
- Řád psa a kohouta
- Řád hermelínu
- Řád královské koruny
- Řád tří zlatých roun
- Řád věrnosti (Francie)
- Řád svatého Huberta (Francie)
- Řád hrabat z Lyonu
- Řád koruny (Coucy)
- Řád pavilonu
- Řád Francisque
- Pamětní medaile na válku 1914-1918 (Médaille commémorative de la Grande Guerre)

### Chorvatsko
- viz Řády, vyznamenání a medaile Chorvatska

- Řád koruny Zvonimírovy
- Velký řád krále Tomislava
- Velký řád královny Jeleny

### Irsko
- viz Řády, vyznamenání a medaile Irska

- Vojenská medaile Za chrabrost
- Medailí Za službu v mezní situaci
- Medaile Za vynikající službu (An Bonn Seirbhise Dearscna)
- Medaile Za službu v mírových misích OSN
- Vojenská hvězda

### Island
- viz Řády, vyznamenání a medaile Islandu

### Itálie

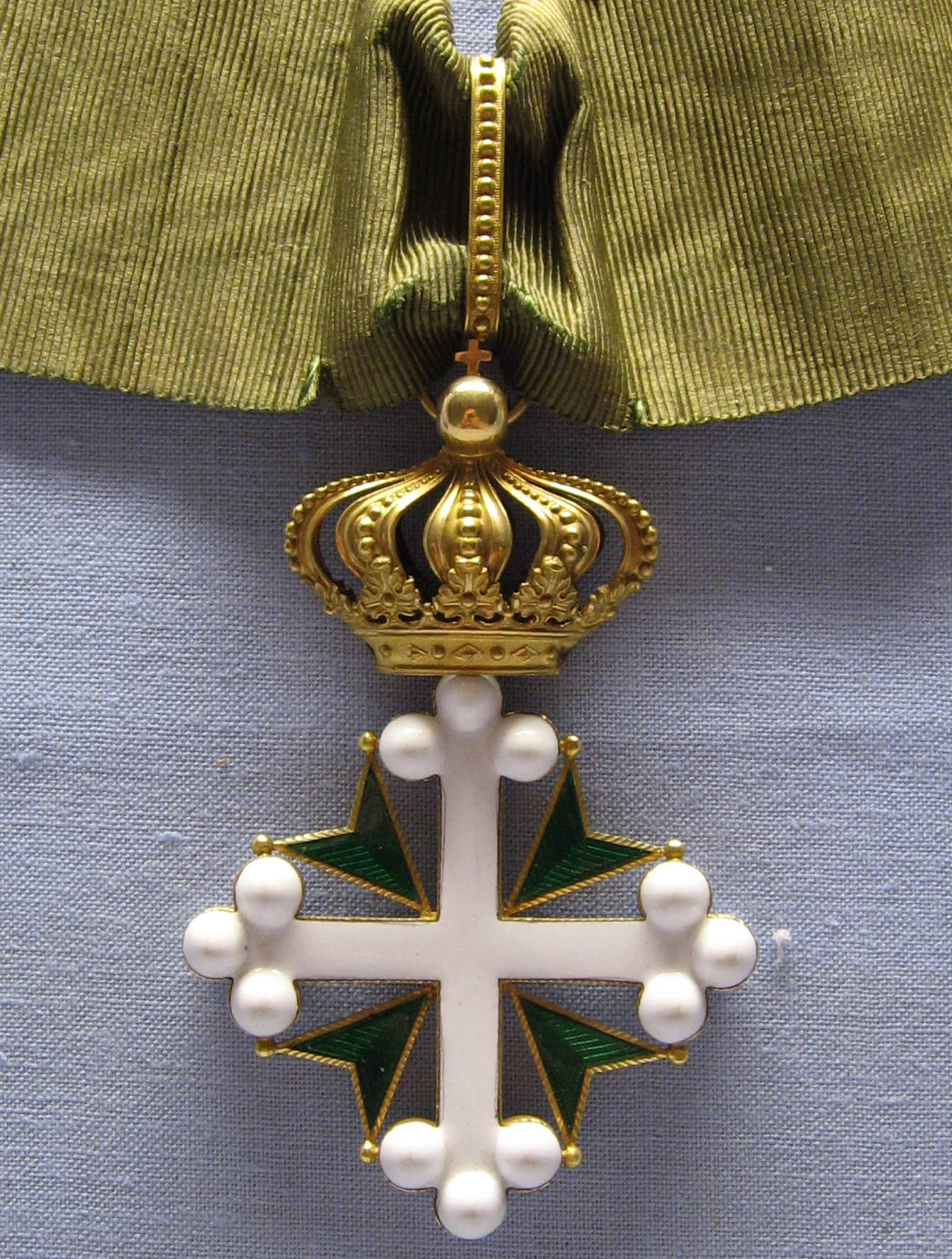
Řád sv. Mořice a Lazara, komandér

- Řád zvěstování (Ordine della Annunciata)
- Řád sv. Mořice a Lazara (Ordine di S. Maurizio e Lazzaro)
- Vojenský savojský řád (Ordine militare di Savoia)
- Civilní savojský záslužný řád (Ordine al Merito Civile di Sacoia)
- Řád italské koruny (Ordine della Corona Italiana)
- Řád za pracovní zásluhy (Ordine al Merito del Lavoro)
- Koloniální řád italské hvězdy (Ordine coloniale della Stella Italiana)
- Řád zásluh o Italskou republiku (Ordine al Merito della Repubblica Italiana)
- Řád hvězdy italské solidarity
- Vojenský řád Itálie
- Řád římského orla
- Řád Vittorio Veneto
- Řád svatých patronů Itálie
- Válečný záslužný kříž (Croce al Merito di Guerra)
- Pamětní medaile na sjednocení Itálie (Medaglia commemorativa dell'Unità d'Italia)

#### Benátská republika
- Řád rytířů svatého Marka
- Řád zlaté štóly

#### Janovská republika
- Řád svatého Jiří

#### Království obojí Sicílie
- Řád sv. Januaria (Ordine di S. Gennaro)
- Řád konstantiniánských rytířů sv. Jiří (Ordine costantiniano di S. Giorgio)
- Řád sv. Ferdinanda a Za zásluhy (Ordine di S. Ferdinando e del Merito)
- Řád sv. Jiří a Sjednocení (Ordine di S. Giorgio della Riunione)
- Řád Obojí Sicílie (Ordine di Due Sicilie)
- Řád Františka I. (Ordine di Francesco I.)
- Řád půlměsíce

#### Lucca

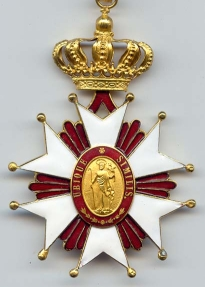
Řád sv. Josefa

- Řád sv. Jiří (Ordine di S. Giorgio)
- Řád sv. Ludvíka (Ordine di S. Lodovico)

#### Modena
- Řád estenského orla (Ordine della Aquila Estense)

#### Parma
- Řád konstantiniánských rytířů sv. Jiří (Ordine Costantiniano di S. Giorgio)
- Řád sv. Ludvíka (Ordine di S. Lodovico)
- Milice Ježíše Krista
- Řád zakázané legitimity

#### Toskánsko
- Řád sv. Štěpána, papeže a mučedníka (Ordine di Santo Stefano Papa e Martire)
- Řád sv. Josefa (Ordine di S. Giuseppe)
- Vojenský záslužný řád (Ordine del Merito Militare)
- Řád sv. Jakuba z Altopascio
- Řád Požehnané Panny Marie
- Řád bílého kříže

### Jugoslávie
- viz Řády, vyznamenání a medaile Socialistické federativní republiky Jugoslávie

- Řád bílého orla
- Řád jugoslávské koruny
- Řád jugoslávské hvězdy
- Řád jugoslávského praporu
- Řád svobody
- Řád partyzánské hvězdy
- Řád republiky
- Pamětní medaile na válku 1914-1918 (Spomenica za rat Oslobodjenja i Ujedinjenja 1914-1918)

### Kypr
- viz Řády, vyznamenání a medaile Kypru

### Lichtenštejnsko
- viz Řády, vyznamenání a medaile Lichtenštejnska

### Litva
- viz Řády, vyznamenání a medaile Litvy

### Lotyšsko
- viz Řády, vyznamenání a medaile Lotyšska

- Řád tří hvězd (Triju zvaigžņu ordenis)
- Vojenský řád medvědobijce
- Řád Viesthardův
- Kříž poznání

### Lucembursko
- viz Řády, vyznamenání a medaile Lucemburska

### Maďarsko
- Řád sv. Jiří (Uhersko)
- Řád draka
- Královský uherský řád sv. Štěpána
- Maďarský záslužný kříž
- Řád svaté uherské koruny
- Řád Za statečnost
- Záslužný řád Maďarské republiky (Magyar Köztársasági Érdemrend)
- Záslužný řád Maďarské lidové republiky
- Řád praporu Maďarské lidové republiky
- Řád rudého praporu
- Řád pracovních zásluh
- Řád rudé hvězdy

### Malta
- viz Řády, vyznamenání a medaile Malty

### Moldavsko
- viz Řády, vyznamenání a medaile Moldavska

### Monako
- viz Řády, vyznamenání a medaile Monaka

### Německo
- viz Seznam německých vyznamenání

### Nizozemsko
- Nizozemský královský řád (De Nederlandse Konigliche Orde)
- Vojenský řád Vilémův (De Militaire Willems-Orde)
- Řád nizozemského lva (De Orde van de Nederlanse Leeuw)
- Řád oranžsko-nassavský (De Orde van Oranje-Nassau)
- Oranžský domácí řád (De Huisorde van Oranje)
- Řád dubové koruny
- Nassavský domácí řád zlatého lva

### Norsko
- viz Řády, vyznamenání a medaile Norska

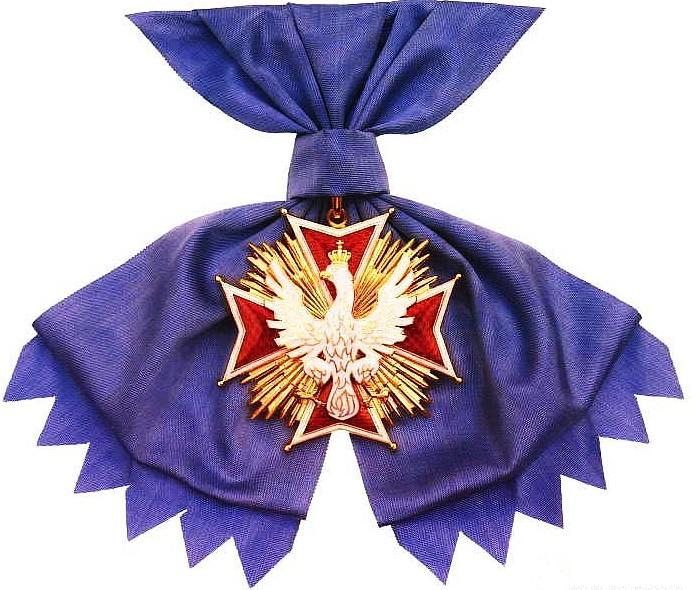
Řád bílé orlice.

### Polsko

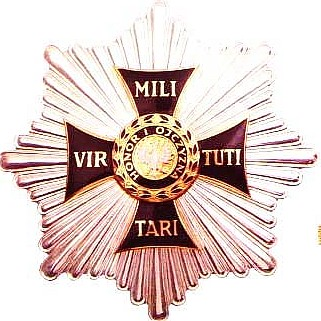
Řádová hvězda Virtuti Militari

- viz Řády, vyznamenání a medaile Polska

- Řád bílé orlice (Order Orła Białego)
- Řád Virtuti Militari (Order Virtuti Militari)
- Řád sv. Stanislava
- Řád Polonia Restituta
- Řád grunwaldského kříže
- Řád budovatelů lidového Polska
- Řád praporu práce
- Řád Za zásluhy o Polskou lidovou republiku (Order Zasługi Polskiej Rzeczypospolitej Ludowej)
- Kříž nezávislosti (Krzyż Niepodległości)
- Kříž Varšavského povstání (Krzyż Powstania Warszawskiego)
- Kříž Zemské armády (Krzyż Armii Krajowej)
- Medaile 10. výročí nezávislosti (Medal 10-lecia Odzyskania Niepodległości)
- Námořní medaile Polského obchodního loďstva (Medal Morski Polskiej Marynarki Handlowej)
- Pamětní kříž Monte Cassino (Krzyż Pamiątkowy Monte Cassino)
- Pamětní medaile na válku v letech 1918-1921 (Medal Pamiątkowy za wojnę 1918-1921)
- Akademický vavřín
- Záslužný kříž s meči (Krzyż Zasługi z Mieczami)
- Záslužný kříž Za chrabrost (Krzyż Zasługi za Dzielność)
- Zálužný kříž (Krzyż Zasługi)
- Armádní medaile (Medal Wojska)
- Letecká medaile (Medal Lotniczy)
- Námořní medaile (Medal Morski)
- Medaile Vítězství a svobody 1945 (Mededal Zwycięstwa i Wolności 1945)
- Medaile Za Odru, Nisu, Balt (Medal za Odrę, Nysę, Bałtyk)
- Medaile Za účast v bojích o Berlín (Medal Za udział w walkach o Berlin)
- Medaile Za účast ve válce roku 1939 (Medal Za udzial ve Wojnie obronnej 1939)
- Medaile Za zásluhy na poli slávy (Medal Zasłużonym na Polu Chwały)
- Partyzánský kříž (Krzyż Partyzancki)
- Kříž za chrabrost (Krzyż Walecznych)
- Varšavská pamětní medaile 1939-1945 (Medal za Warszawę 1939-1945)
- Varšavský povstalecký kříž (Warszawski Krzyż Powstańczy)

### Portugalsko
- viz Řády, vyznamenání a medaile Portugalska
- Řád Kristův (Ordem de Cristo)
- Řád sv. Benedikta z Avizu (Ordem de São Bento de Avis)
- Řád svatého Jakuba od meče (Ordem de S. Jago da Espada)
- Řád věže a meče (Ordem da Torre e Espada)
- Řád sv. Isabely (Ordem de S. Isabel)
- Řád Naší milé Paní z Villa Vicosy (Ordem de Nossa Señora de Villa Vicosa)
- Řád Za dobročinnost (Ordem da Benemerencia)
- Řád veřejné osvěty (Ordem da Instrucao Publica)
- Řád Impéria (Ordo do Império)
- Řád Za zemědělské a průmyslové zásluhy (Ordem de Mérito Agricola e Industrial)
- Řád prince Jindřicha (Ordem do Infante Dom Henrique)
- Řád křídla sv. Michaela
- Řád svobody

### Rakousko
- viz Řády, vyznamenání a medaile Rakouska
- Čestný odznak Za zásluhy o Rakouskou republiku
- Odznak za vojenské zásluhy
- Čestný odznak Za vědu a umění
- Čestný kříž Za vědu a umění
- Řád sv. Jiří z Korutan
- Řád copu

### Rakousko-Uhersko

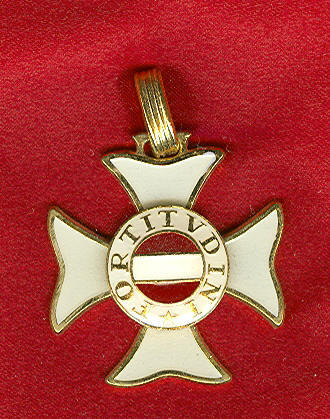
Vojenský řád Marie Terezie

- Řád zlatého rouna (Ordre Illustre de la Toison d'Or/Orden vom Goldenen Vlies)
- Vojenský řád Marie Terezie (Militär-Maria-Theresia-Orden)
- Královský uherský řád sv. Štěpána (Königlicher Ungarischer St. Stephans-Orden)
- Císařský rakouský řád Leopoldův (Österreichisch-Kaiserlicher Leopold-Orden)
- Řád železné koruny (Orden der Eiserne Krone)
- Řád Františka Josefa (Kaiserlich-Österreichischer Franz-Joseph-Orden)
- Řád hvězdového kříže (Hochadeliger Frauenzimmer-Sternkreuzorden)
- Řád Alžběty (Elisabeth-Orden)
- Vyznamenání za umění a vědu (Ehrenzeichen für Kunst und Wissenschaft)
- Medaile Za statečnost (Ehren-Denkmünze für Tapferkeit)
- Vojenský záslužný kříž (Militärverdienstkreuz)
- Vyznamenání za zásluhy o Červený kříž (Ehrenzeichen für Verdienste um das Rote Kreuz)
- Válečný kříž Za občanské zásluhy (Kriegskreuz für Zivilverdienste)
- Vojenská záslužná medaile (Militär-Verdienstmedaille) - také známá jako Signum Laudis
- Český šlechtický kříž (Böhmische Adelskreuz)
- Armádní kříž 1813/14 (Armeekreuz 1813/14) - také známý jako Dělový kříž
- Civilní čestný kříž 1813/14 (Zivil-Ehrenkreuz 1813/14)
- Jubilejní pamětní medaile (Jubiläumserinnerungsmedaille)
- Karlův vojenský kříž (Karl-Truppenkreuz)
- Řád svatého Ruperta
- Řád služebnic ctnosti
- Řád svatého Josefa
- Řád lásky k bližnímu
- Medaile za zranění (Rakousko)

### Rumunsko
- Řád Karla I. (Ordinul Carol I.)

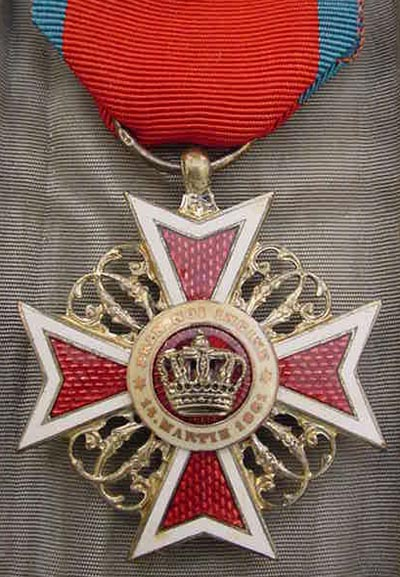
Řád rumunské koruny

- Řád rumunské hvězdy (Ordinul National Steaua României)
- Řád rumunské koruny
- Řád Michala Vítěze (Ordinul Mihail Viteazul)
- Řád Alžběty (Ordinul Elisabeth)
- Řád sv. Jiří
- Řád Za věrné služby
- Řád Za vědy a umění
- Řád Za zemědělské zásluhy
- Řád Ferdinanda I.
- Řád hvězdy Lidové republiky Rumunsko
- Řád 23. srpna
- Řád práce
- Řád obrany vlasti
- Řád vítězství socialismu
- Pamětní kříž na válku 1916-1919 (Crucea Comemorative a Razboiului 1916-1919)

### Rusko
- viz Řády, vyznamenání a medaile Ruska

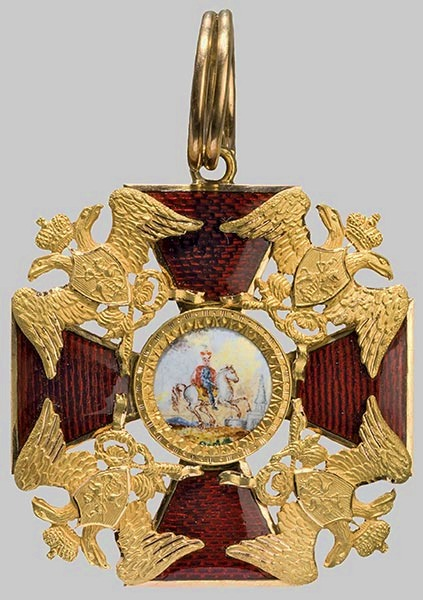
Řád sv. Alexandra Něvského

#### Ruské impérium
- Řád sv. Ondřeje (Орден Святого апостола Андрея Первозванного / Orděn sv. Andreje)
- Řád sv. Kateřiny (Orděn sv. Jekatěriny)
- Řád sv. Alexandra Něvského (Орден Святого Александра Невского / Orděn sv. Aleksandra Něvskovo)
- Řád bílého orla (Orděn bělovo orla)
- Řád sv. Anny (Orděn sv. Anny)
- Řád sv. Jiří (Орден Святого Георгия / Orděn sv. Georgije)
- Kříž sv. Jiří
- Řád sv. Vladimíra (Orděn sv. Vladimira)
- Řád sv. Stanislava (Orděn sv. Stanislava)
- Řád sv. Olgy
- Řád sv. Mikuláše Divotvůrce
- Puškinova medaile (Медаль Пушкина / Medal Puškina)

#### SSSR

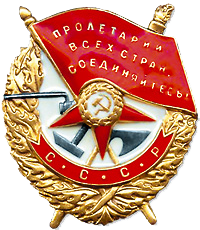
Řád rudého praporu

- viz Řády, vyznamenání a medaile Sovětského svazu
- Řád rudého praporu
- Řád rudého praporu práce
- Leninův řád
- Zlatá hvězda hrdiny Sovětského svazu
- Zlatá hvězda hrdiny socialistické práce
- Řád rudé hvězdy
- Řád Suvorova
- Řád Kutuzova
- Řád Bohdana Chmelnického
- Řád Alexandra Něvského
- Řád Ušakova
- Řád Nachimova
- Řád říjnové revoluce
- Řád Vlastenecké války
- Řád vítězství (Orděn pobědy)
- Řád Za službu vlasti v ozbrojených silách
- Řád cti
- Leninova cena (Ленинскaя премия / Leninskaja premija)
- Stalinova cena

#### Ruská federace
- Hrdina Ruské federace (Герой Российской Федерации)
- Řád za zásluhy o vlast (Орден «За заслуги перед Отечеством»)
- Řád za statečnost (Орден Мужества)
- Řád za vojenské zásluhy (Орден «За военные заслуги»)
- Řád cti (Орден Почёта)
- Řád přátelství (Орден Дружбы)
- Řád Žukova (Орден Жукова)
- Řád svatého Ondřeje (Ruská federace) (Орден Святого апостола Андрея Первозванного)
- Řád svatého Jiří (Ruská federace) (Орден Святого Георгия)
- Řád za námořní zásluhy (Орден «За морские заслуги»)
- Řád Rodičovské slávy (Орден «Родительская слава»)
- Řád Alexandra Něvského (Орден Александра Невского)
- Řád Suvorova (Орден Суворова)
- Řád Ušakova (Орден Ушакова)
- Řád Kutuzova (Орден Кутузова)
- Řád Nachimova (Орден Нахимова)
- Řád svaté Kateřiny (Ruská federace) (Орден Святой великомученицы Екатерины)

### Řecko
- viz Řády, vyznamenání a medaile Řecka

### San Marino
- Rytířský řád San Marina (Ordine di San Marino)
- Řád sv. Agáty

### Slezská knížectví
- Řád psího obojku (Rudenband)

#### Olešnické knížectví
- Řád lebky (Herzoglich Württemberg-Oelssischer Ritterorden vom Totenkopf)

#### Lehnické knížectví
- Řád staré sekery
- Řád zlatého jelena

### Severní Makedonie
- viz Řády, vyznamenání a medaile Severní Makedonie

### Slovensko

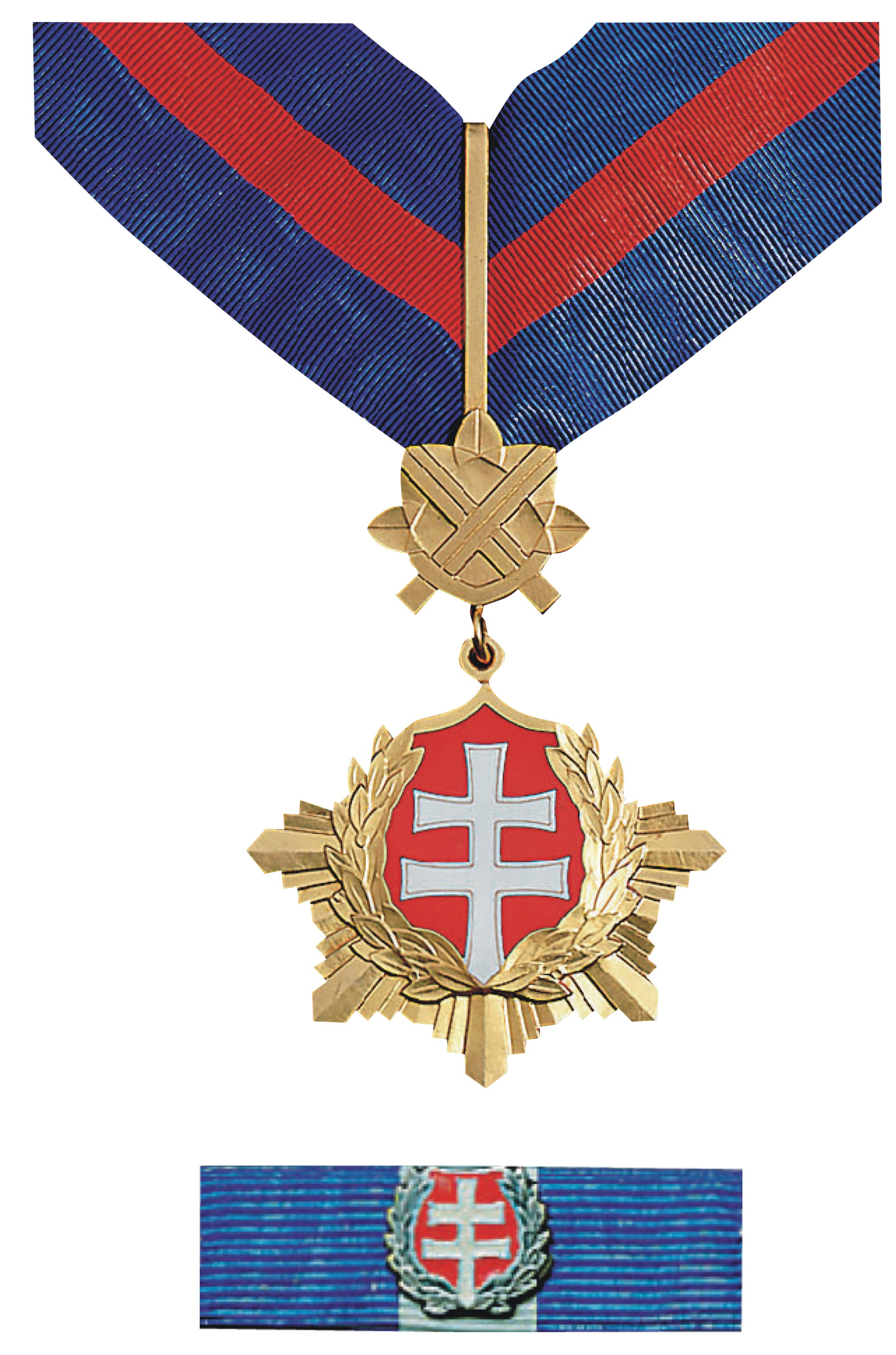
Řád Bílého dvojkříže

- viz Řády, vyznamenání a medaile Slovenska

#### Slovensko (1939–1945)
- Řád knížete Pribiny
- Řád slovenského kříže
- Medaile slovenského kříže
- Slovenský válečný vítězný kříž (do 1942)
- Vojenský vítězný kříž (od 1942)
- Vyznamenání za hrdinství
- Záslužný kříž obrany státu
- Vyznamenání za osobní statečnost
- Občanský záslužný kříž

### Slovinsko
- viz Řády, vyznamenání a medaile Slovinska

- Řád svobody Slovinské republiky (Častni znak svobode Republike Slovenije)
- Řád Za mimořádné služby
- Zlatý řád Za službu v civilní oblasti
- Zlatý řád Za službu ve vojenské a bezpečnostní oblasti
- Zlatý řád Za službu v mezinárodní a diplomatické oblasti
- Stříbrný řád Za službu v civilní oblasti
- Stříbrný řád Za službu ve vojenské a bezpečnostní oblasti
- Stříbrný řád Za službu v mezinárodní a diplomatické oblasti

### Spojené království / Velká Británie
- viz Seznam britských vyznamenání

### Srbsko
- viz Řády, vyznamenání a medaile Srbska

- Řád sv. Lazara
- Řád bílého orla
- Řád Takova
- Řád sv. Sávy
- Řád Miloše Velkého
- Řád hvězdy Karadjordjevićů
- Korunovační medaile Jiřího V.

### Španělsko

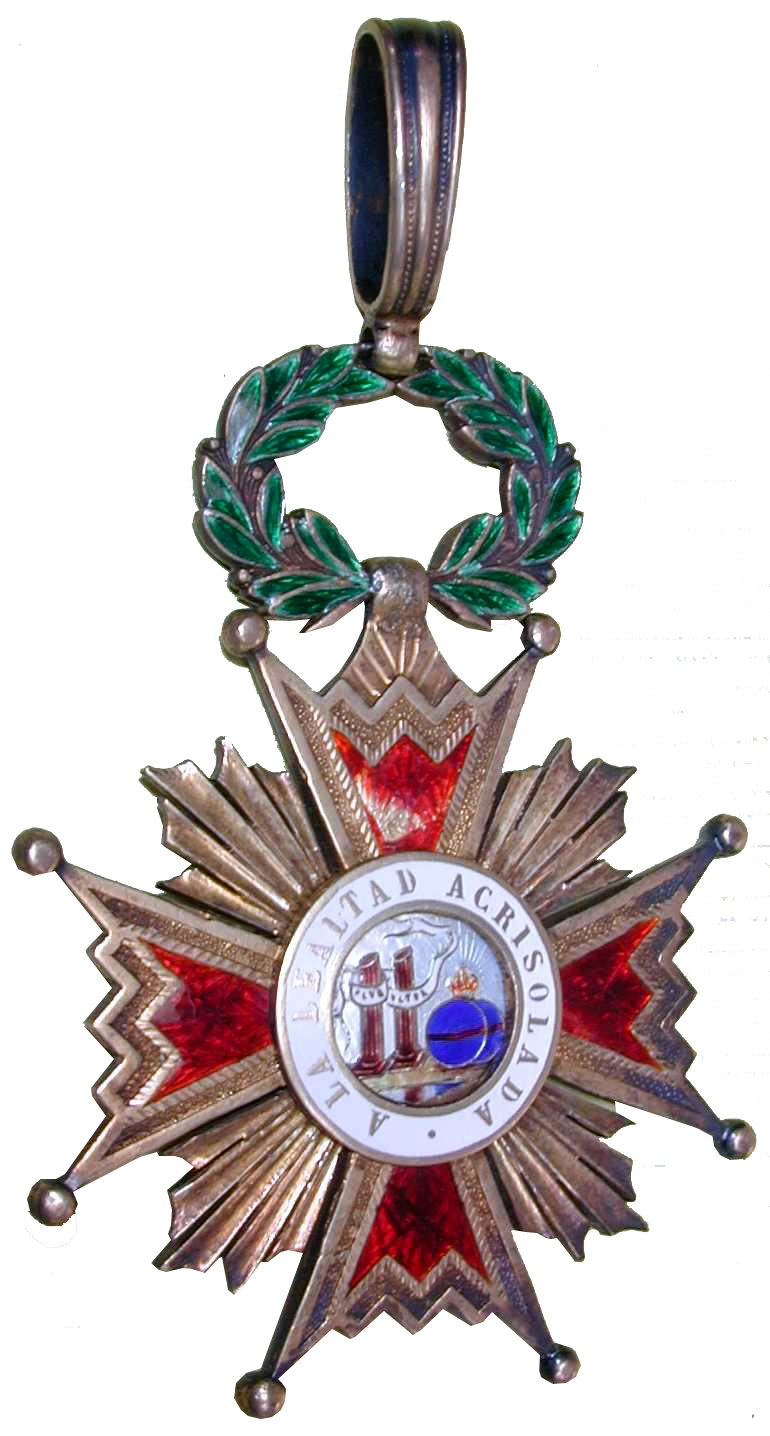
Řád Isabely Katolické

- viz Řády, vyznamenání a medaile Španělska

- Řád zlatého rouna (Orden de Toison Doro)
- Řád Karla III. (Muy Distinguida Orden de Carlos III.)
- Vojenský řád sv. Ferdinanda (Orden Militar de San Fernando)
- Vojenský řád sv. Hermenegilda (Orden Militar de San Hermenegildo)
- Řád Isabely Katolické (Orden de Isabel la Católica)
- Vojenský záslužný řád (Orden de Mérito Militar)
- Námořní záslužný řád (Orden de Mérito Naval)
- Civilní řád Marie Viktorie (Orden Civil de Maria Victoria)
- Řád Za zemědělské zásluhy (Orden Civil de Mérito Agricola)
- Civilní řád Za dobročinnost (Orden Civil de Beneficiencia)
- Řád královny Marie Louisy (Orden de la Reina Maria Louisa)
- Řád lásky (Orden del Amor)
- Vojenský a námořní řád Marie Kristiny (Orden Militar e Naval de Maria Kristina)
- Záslužný řád Alfonsa XII. (Orden de Alfonso XII.)
- Vojenský rytířský řád z Alcantary (Orden Militar de Alcántara)
- Vojenský rytířský řád z Calatravy (Orden Militar de Calatrava)
- Vojenský rytířský řád Naší milé paní z Montesy (Orden Militar de Nuestra Señora de Montesa)
- Řád sv. Jakuba od meče (Orden Militar de San Tiago)
- Řád Afriky (Orden de Africa)
- Řád Za civilní zásluhy (Orden del Mérito civil)
- Řád jha a šípů
- Řád Alfonsa X.
- Řád sv. Raimunda z Peñafort
- Řád Za dobročinnost
- Řád rytířů sv. Jiří z Alfamy
- Řád Svatého Spasitele z Monrealu
- Řád mercedariánských rytířů
- Řád Nejsvětější Panny Marie v Hispánii
- Řád dubu
- Řád sekery
- Řád pásu
- Řád zakázané legitimity

### Švédsko
- viz Řády, vyznamenání a medaile Švédska

- Řád Serafínů (Serafimerorden)
- Řád meče (Svärdsorden)
- Řád polární hvězdy (Nordstjärneorden)
- Řád Vasův (Vasaorden)
- Řád Karla XIII. (Orden Carl XIII.)
- Řád svatého Jana Švédského

### Turecko
- viz Řády, vyznamenání a medaile Turecka

### Ukrajina
- viz Řády, vyznamenání a medaile Ukrajiny

### Vatikán / Papežský stát
- viz Řády, vyznamenání a medaile Vatikánu

- Nejvyšší řád Kristův
- Řád zlaté ostruhy (Ordine dello Speron d'Oro)
- Řád Pia IX. (Ordine Piano)
- Řád sv. Řehoře Velkého (Ordine di S. Gregorio Magno)
- Řád svatého Silvestra (Ordine di S. Silvestro Papa)
- Řád sv. Cyrila a Metoděje (Ordine di SS. Cirillo e Metodio)
- Zlatá růže
- Řád svatého Jana Křtitele
- Řád svaté Cecilie
- Pro ecclesia et pontifice
- Bene merenti
- Papežský lateránský kříž
- Medaile Pro Petri Sede
- Medaile Fidei et Virtuti
- Athleta Christi
- Řád svatého Petra
- Řád svatého Pavla

## Asie

### Annam
Řád zlatého draka (Ordre du Dragon d'Or)

### Arménie
- viz Řády, vyznamenání a medaile Arménie

### Ázerbájdžán
- Řád rudého praporu
- Řád rudého praporu práce
- Řád Hejdara Alijeva
- Řád přátelství

### Bangladéš
- viz Řády, vyznamenání a medaile Bangladéše

### Bhútán
- viz Řády, vyznamenání a medaile Bhútánu

### Buchara
- Řád ušlechtilé Buchary
- Řád koruny Buchary
- Řád Alexandrova slunce

### Čína
- Řád dvojitého draka
- Řád Sunjatsenův
- Řád zářící hvězdy
- Řád národní slávy
- Řád modré oblohy a bílého slunce
- Řád oblaku a praporu
- Řád jaspisu
- Řád blahodárných oblak
- Řád 1. srpna
- Řád osvobození
- Řád nezávislosti a svobody

### Filipíny
- Řád zlatého srdce

### Gruzie
- viz Řády, vyznamenání a medaile Gruzie

- Řád orla Gruzie a našeho Pána Ježíše Krista
- Řád rudého praporu práce

### Irák
- Řád Hášimovců
- Řád dvou řek

### Izrael
- Medaile Za hrdinství (עיטור הגבורה / Itur ha-gvura)
- Medaile Za odvahu (עיטור העוז / Itur ha-oz)
- Medaile Za zásluhy (עיטור המופת / Itur ha-mofet)

### Japonsko
- viz Řády, vyznamenání a medaile Japonska

### Johor
- Záslužný řád sultanátu Johor

### Jordánsko
- viz Řády, vyznamenání a medaile Jordánska

### Kambodža
- Královský řád Kambodže (Ordre Royal du Cambodge)
- Řád Za zemědělské zásluhy (Ordre du Mérite agricole)

### Katar
- Řetěz nezávislosti

### Kazachstán
- viz Řády, vyznamenání a medaile Kazachstánu

### Kuvajt
- viz Řády, vyznamenání a medaile Kuvajtu

### Laos
- Královský řád miliónu slonů a bílého slunečníku

### Libanon
- Národní řád cedru
- Řád za zásluhy

### Mongolsko
- Řád rudého praporu
- Řád Suchbátara
- Hrdina Mongolské lidové republiky

### Osmanská říše
- Řád Imtiaz (Nišan el Imtiaz)
- Řád slávy (Nišan el Iftikar)
- Řád Osmanie (Nišan el Usmania)
- Řád Medžidie (Nišan el Medžidia)
- Řád Šefkat (Nišan i Šefkat)
- Řád Červeného půlměsíce
- Železný půlměsíc

### Persie
- Řád slunce a lva (Nišan i šir u khoršid)
- Řád Nešane-Aftab

### Tádžikistán
- Řád přátelství

### Thajsko
- Řád Rajamitrabhorn
- Řád Rámy
- Řád bílého slona (Moha-Vara-Boru)
- Řád siamské koruny (Mongut-Siam)
- Rodinný řád (Chüla Chaum Klow)
- Řád Mahá Čakrí
- Řád devíti drahokamů

### Uzbekistán
- Řád rudého praporu práce
- Hrdina Uzbekistánu
- Řád za vynikající zásluhy
- Řád přátelství

### Východní Timor
- Řád Východního Timoru

## Amerika
Argentina
- Řád Za vynikající službu (Orden a los Servicios Distinguidos)
- Kříž argentinského národa Za hrdinskou chrabrost v boji (Cruz La Nación Argentina al Heroico Valor en Combate)
- Medaile argentinského národa Za chrabrost v boji (Medalla "La Nación Argentina al Valor en Combate)
- Řád osvoboditele generála San Martína (Orden del Libertador General San Martín)
- Květnový řád

 Belize
- viz Řády, vyznamenání a medaile Belize

 Bolívie
- Řád andského kondora

 Brazílie

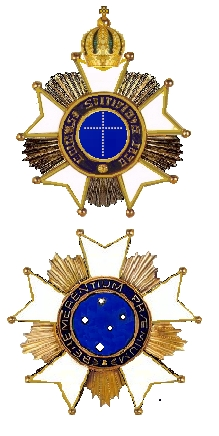
Císařský a republikánský řád Jižního kříže.

- Řád Jižního kříže (Ordem do Cruzeiro do Sul)
- Řád Pedra I. (Imperial Ordem do Pedro Primeiro)
- Řád růže (Ordem da Rosa)
- Řád Kolumbův (Ordem do Colon)
- Řád Kristův (Imperial Ordem de Nosso Senhor Jesus Cristo)
- Řád Rio Branco (Ordem de Rio Branco)
- Řád sv. Benedikta z Avizu (Imperial Ordem de São Bento de Avis)
- Vojenský záslužný řád (Ordem do Merito Militar)
- Námořní záslužný řád (Ordem do Merito Naval)
- Letecký záslužný řád (Ordem do Mérito Aeronáutico)
- Medaile Za tažení v Jižním Pacifiku (Medalha de Campanha no Atlantico Sul)
- Medaile Za zásluhy na moři (Medalha Naval de Service Distintos)
- Medaile Za službu v Amazónii
- Medaile mírotvůrců
- Kríž Za významné zásluhy (Cruz de Service Relevantes))
- Kříž Za statečnost (Cruz du Bravura)
- Národní řád Za vědecké zásluhy (Ordem Nacional do Mérito Científico)
- Pamětní medaile bojů u Cayenne
- Medaile za tažení 1817-1822
- Medaile guvernéra Pedra de Toledo (Medalha Governador Pedro de Toledo)

 Dominikánská republika
- viz Řády, vyznamenání a medaile Dominikánské republiky

 Ekvádor
- viz Řády, vyznamenání a medaile Ekvádoru

 Haiti
- Národní řád cti a zásluh
- Řád Jean-Jacquese Dessalinese
- Řád svatého Jindřicha
- Řád sv. Faustina
- Řád Čestné legie

 Honduras
- Řád Santa Rosa a civilizace Hondurasu
- Řád Francisca Morazána

 Chile
- Záslužný řád
- Řád Bernarda O'Higginse

 Jamajka
- viz Řády, vyznamenání a medaile Jamajky

 Kanada
- Záslužný řád
- Řád Kanady (Order of Canada)

 Kuba
- Hrdina Kubánské republiky
- Řád Carlose Manuela de Céspedes
- Řád Cienfuega
- Řád José Martího
- Řád Playa Girón

 Mexiko
- Řád mexického orla (Orden de Aquila Mexicana)
- Řád Naší Paní z Guadalupe (Orden de Nuestra Señora de Guadalupe)
- Řád sv. Karla (Orden de S. Carlo)
- Řád aztéckého orla

 Nikaragua
- Řád Sv. Jana (Orden de San Juan)

 Panama
- Řád Manuela Amadora Guerrera
- Řád Vasco Núñeze de Balboa

 Spojené státy americké
- Medaile cti (Medal of Honor)
- Záslužná legie (Legion of Merit)
- Purpurové srdce (Purple Heart)
- Stříbrná hvězda (Silver Star)

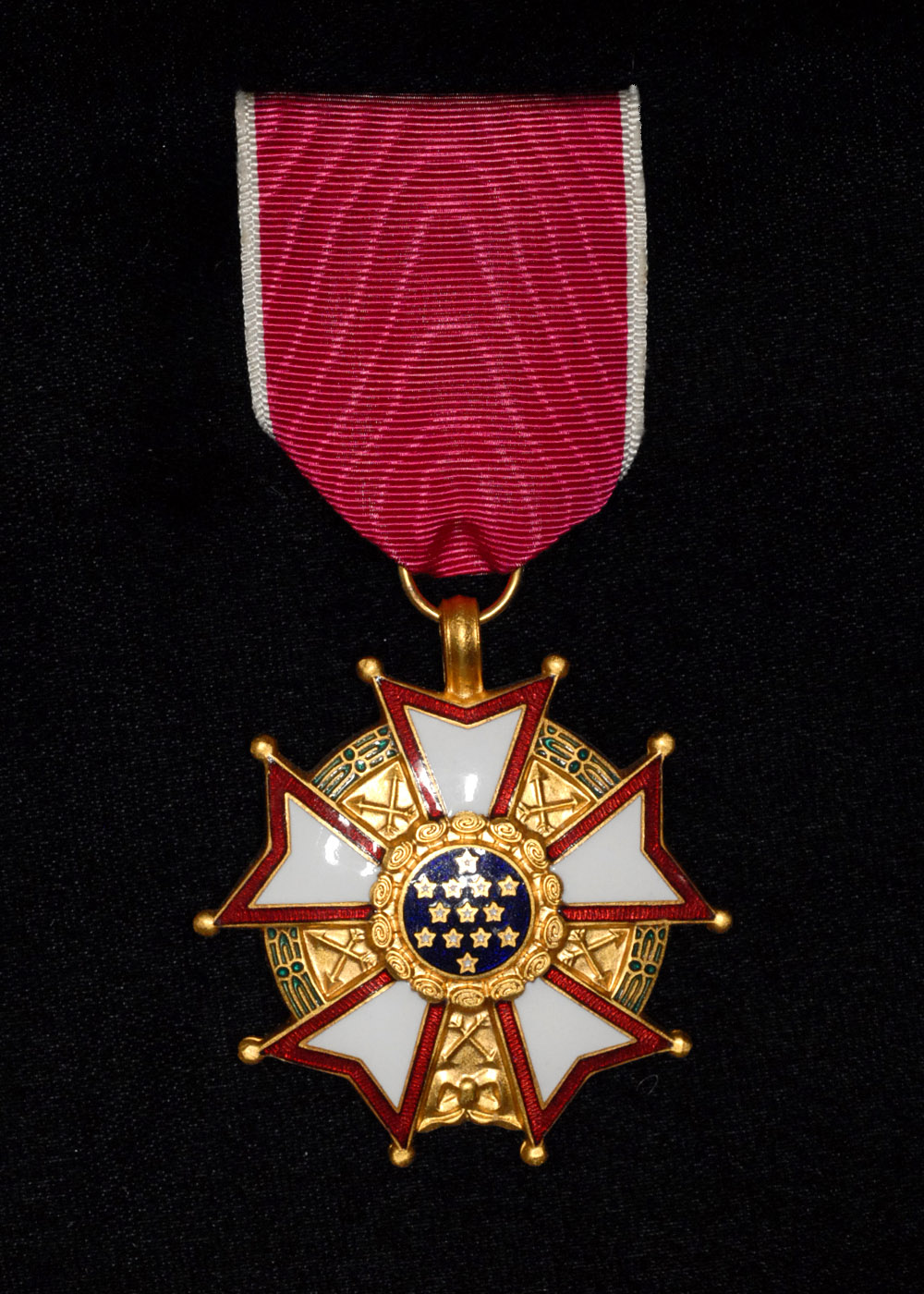
Záslužná legie

- Prezidentská medaile svobody (Presidential Medal of Freedom)
- Záslužný letecký kříž (Distinguished Flying Cross)
- Zlatá medaile Kongresu

 Havaj
- viz Řády, vyznamenání a medaile Havaje
- Řád Kalakaui I.
- Řád hvězdy Oceánie

 Venezuela
- Řád Bolívarovy busty
- Řád Za zásluhy
- Řád osvoboditele
- Řád Francisca de Mirandy

## Afrika

### Alžírsko
- viz Řády, vyznamenání a medaile Alžírska

### Angola
- viz Řády, vyznamenání a medaile Angoly

### Benin
- viz Řády, vyznamenání a medaile Beninu

### Botswana
- viz Řády, vyznamenání a medaile Botswany

### Burkina Faso
- viz Řády, vyznamenání a medaile Burkiny Faso

### Burundi
- viz Řády, vyznamenání a medaile Burundi

### Čad
- viz Řády, vyznamenání a medaile Čadu

### Džibutsko
- Řád Nišan el Anouar

### Egypt
- viz Řády, vyznamenání a medaile Egypta

### Etiopie
- viz Řády, vyznamenání a medaile Etiopie

### Gabon
- Národní řád za zásluhy
- Řád národního vzdělávání
- Řád rovníkové hvězdy
- Řád za zásluhy v zemědělství

### Gambie
- viz Řády, vyznamenání a medaile Gambie

### Ghana
- viz Řády, vyznamenání a medaile Ghany

### Guinea
- Národní řád za zásluhy

### Jihoafrická republika
- viz Řády, vyznamenání a medaile Jihoafrické republiky
- viz Vyznamenání zpravodajských služeb Jihoafrické republiky
- viz Policejní vyznamenání Jihoafrické republiky
- viz Vyznamenání vězeňské služby Jihoafrické republiky

### Kamerun
- viz Řády, vyznamenání a medaile Kamerunu

### Kapverdy
- viz Řády, vyznamenání a medaile Kapverd

### Keňa
- viz Řády, vyznamenání a medaile Keni

### Komory
- Řád hvězdy Anjouanu

### Konžská demokratická republika
- viz Řády, vyznamenání a medaile Konžské demokratické republiky

### Konžská republika
- viz Řády, vyznamenání a medaile Konžské republiky

### Lesotho
- viz Řády, vyznamenání a medaile Lesotha

### Libérie
- Dobročinný řád afrického osvobození

### Madagaskar
- Národní řád Madagaskaru
- Řád Ranavalony III.
- Řád za sportovní zásluhy
- Řád za zásluhy
- Řád za zásluhy v zemědělství

### Malawi
- Řád lva

### Mali
- viz Řády, vyznamenání a medaile Mali

### Maroko
- viz Řády, vyznamenání a medaile Maroka

### Mosambik
- viz Řády, vyznamenání a medaile Mosambiku

### Namibie
- viz Řády, vyznamenání a medaile Namibie

### Niger
- viz Řády, vyznamenání a medaile Nigeru

### Nigérie
- viz Řády, vyznamenání a medaile Nigérie

### Pobřeží slonoviny
- viz Řády, vyznamenání a medaile Pobřeží slonoviny

### Senegal
- viz Řády, vyznamenání a medaile Senegalu

### Somálsko
- Řád somálské hvězdy

### Sierra Leone
- viz Řády, vyznamenání a medaile Sierry Leone

### Středoafrická republika
- viz Řády, vyznamenání a medaile Středoafrické republiky
- Řád usmíření Středoafrické republiky

### Súdán
- viz Řády, vyznamenání a medaile Súdánu

### Tanzanie
- viz Řády, vyznamenání a medaile Tanzanie

### Togo
- Národní řád za zásluhy
- Řád Mono

### Tunisko
- viz Řády, vyznamenání a medaile Tuniska

- Řád slávy
- Řád republiky
- Řád Husejnitů

### Uganda
- viz Řády, vyznamenání a medaile Ugandy

### Zambie
- Řád zambijského orla

### Zanzibar
- Řád zářící hvězdy

### Zimbabwe
- viz Řády, vyznamenání a medaile Zimbabwe

## Rytířské řády
- Suverénní rytířský a špitální řád sv. Jana Jeruzalémského na Rhodu a na Maltě (Řád maltézských rytířů)
- Braniborská balej rytířského řádu sv. Jana z jeruzalémského špitálu (Řád Johannitů)
- Řád bratří německého domu Panny Marie v Jeruzalémě (Řád německých rytířů)
- Chudí rytíři Krista a Šalomounova chrámu (Řád templářů)
- Řád Božího Hrobu
- Řád rytířů sv. Tomáše Canterburského v Akře
- Vojenský a špitální řád rytířů sv. Lazara Jeruzalemského (Řád sv. Lazara)
- Řád rytířů z Montjoie